# Dahod
Dahod (o Dohad) è una suddivisione dell'India, classificata come municipality, di 79 185 abitanti, capoluogo del distretto di Dahod, nello stato federato del Gujarat. In base al numero di abitanti la città rientra nella classe II (da 50 000 a 99 999 persone).

## Geografia fisica
La città è situata a 22° 49' 60 N e 74° 16' 0 E e ha un'altitudine di 279 m s.l.m.

## Società

### Evoluzione demografica
Al censimento del 2001 la popolazione di Dahod assommava a 79 185 persone, delle quali 40 824 maschi e 38 361 femmine. I bambini di età inferiore o uguale ai sei anni assommavano a 9 712, dei quali 5 251 maschi e 4 461 femmine. Infine, coloro che erano in grado di saper almeno leggere e scrivere erano 60 216, dei quali 32 969 maschi e 27 247 femmine.